# Lasajaurasj
Lasajaurasj är en sjö i Gällivare kommun i Lappland och ingår i Luleälvens huvudavrinningsområde. Sjön har en area på 0,0529 kvadratkilometer och ligger 518,3 meter över havet. Lasajaurasj ligger i Sjaunja Natura 2000-område.

## Delavrinningsområde
Lasajaurasj ingår i det delavrinningsområde (747321-166738) som SMHI kallar för Mynnar i Mälkojaure. Medelhöjden är 553 meter över havet och ytan är 34,72 kvadratkilometer. Det finns inga avrinningsområden uppströms utan avrinningsområdet är högsta punkten. Tjeuresjåkkå som avvattnar avrinningsområdet har biflödesordning 3, vilket innebär att vattnet flödar genom totalt 3 vattendrag innan det når havet efter 259 kilometer. Avrinningsområdet består mestadels av skog (70 procent), sankmarker (12 procent) och kalfjäll (17 procent). Avrinningsområdet har 0,44 kvadratkilometer vattenytor vilket ger det en sjöprocent på 1,3 procent.